# تطويل انتقائي لفائفي عضلي جلدي
التطويل الانتقائي اللفائفي العضلي الجلدي (Selective percutaneous myofascial lengthening) (SPML) هو أحد أنواع العمليات الجراحية الصغرى التي تستخدم لتحرير الشد الناتج من التشنُّج العضلي. وقد تم استخدام هذا النوع لمعالجة الأطفال الذين يعانون من الشلل الدماغي.